# ラジオNIKKEI 株式・マーケット番組 出演者一覧
ラジオNIKKEI 株式・マーケット番組 出演者一覧（らじおにっけい かぶしき・まーけっとばんぐみ しゅつえんしゃいちらん）
本項は、日本国内向け唯一の短波ラジオ放送局「ラジオNIKKEI」の主力分野の一つである、株式・マーケット関連番組の主要出演者についてまとめたものである。

なお、以下で個人名に記者の肩書きを伴う者は、同局記者である。また、月-金曜の番組は、祝日となった場合、原則休止となる。

## 月-金曜
- こちカブ～こちらkabu.com投資情報室（8:00-8:20）

岸田恵美子記者、カブドットコム証券投資情報室の社員が日替わりで登場
- マーケットプレス（9:00-11:35、12:30-15:10）

- 同番組の項を参照
- ザ・マネー（15:10-16:00）

（月曜）内田まさみ、土居雅紹、佐藤隆司
（火曜）内田まさみ、櫻井英明
（水曜）杉村富生、今野浩明記者、大里希世
（木曜）金森薫、武者陵司、福井純（以上交替出演）、和島英樹記者、袰川有希
（金曜）西山孝四郎、大里希世、（以下隔週交替）比嘉洋、津田隆光
- マーケット･トレンド（17:30-17:45）

- 同番組の項を参照
- 今日のマーケット・明日の材料（21:20-21:30）

- 奈良明佳記者、同番組の項を参照

## 月曜
- 菅下清廣のIRサプリ（8:30-9:00、祝日も放送あり）

菅下清廣:（アシスタントは固定されておらず週替りで1名）栗林梨奈・辻美里・秦綾佳・藤村侑加・岸田麻未・伊藤友里
- めざせ投資の勝ち組!10分で読み解くマネーの潮流（11:10-11:20）:岸田恵美子記者、日経ヴェリタス編集部員（週替わり）
- 植木・小沼の株式宅配便（12:00-12:30）:植木靖男・小沼正則（週替り出演）、福井昇
- 源太緑星株教室（（16:10-17:00）大岩川源太、高山緑星、福井昇、（以下隔週交替）内田まさみ、叶内文子
- ビジュアルでわかるGMMA！陳満咲杜のFXトレンドの真実（21:30-22:00）:陳満咲杜、内田まさみ

## 火曜
- キラメキの発想（11:35～12:00） 和島 英樹記者他
- 本澤・望月の株式宅配便（12:00～12:30）
- 相場師朗の株塾（16:00～16:15）相場師朗、加藤満里子
- 日経ヴェリタス 曽根純恵のナルホドそーね（16:45～17:10）曽根純恵、日経ヴェリタス記者

## 水曜
- おはよう！株式（8:30-8:40）:別府孝男、田中佑季
- 朝イチマーケットスクエア　「アサザイ」（8:40-8:50）:井上哲男
- 資産倍増計画　北浜流一郎の株式宅配便（11:35-12:15）:北浜流一郎、福井昇、叶内文子、瀬下功
- 北野誠のFXやったるで！（22:30-23:30　月一延長戦は24:00）:北野誠、大橋ひろこ、吉永実夏

## 木曜
- 早見雄二郎のズバリ投資作戦（8:45-9:00）

早見雄二郎、星野明康
- 株式宅配便（11:35-12:15 ケンコーいきいきライフ・小幡敏之のサプリ生活と隔週交互で放送）大岩川源太、伊藤智洋（以上交替出演）福井昇、内田まさみ
- ザ☆スマート・トレーダーＰＬＵＳ（16：00～16：30 ）福永博之、内田まさみ、（月一回出演）広木 隆
- 投資知識研究所　場外"乱討"編（16:30～17:20）櫻井英明、大岩川源太、正木彰夫、福井昇、叶内文子

## 金曜
- 朝倉慶の株式フライデー（8:45～9:00 ）:朝倉慶、浜田節子、毎月第３金曜は「個別銘柄スペシャル」ゲスト：山本伸
- 櫻井英明の投資知識研究所（16:30～17:20）:櫻井英明、正木彰夫、福井昇、叶内文子

- 夜トレ！（21:30-22:30）

高野やすのり、のーでぃ、内藤理沙、ゆきな、（以下交互出演）叶内文子、内田まさみ、（雇用統計週）柳澤浩